# Paragraf

Das Paragrafzeichen

Der Paragraf oder Paragraph (über spätlateinisch paragraphus von altgriechisch παράγραφος [γραμμή] parágraphos [grammé] „das Danebengeschriebene“) dient zur Einteilung in aufzählendem Schrifttum, wie bei Gesetzen, Verträgen oder Lehrbüchern.
Er wird in der Regel zur besseren Bezugnahme (insbesondere bei Gesetzestexten) in Absätze, Sätze, Nummern und Buchstaben (literae) unterteilt – in Österreich sind Ziffern (Z) für Nummern gebräuchlich –; in Gesetzeskommentaren wird die Kommentierung zu einem Paragraphen häufig zusätzlich in Randnummern (Rn) unterteilt.
Völkerrechtliche Verträge, Gesetze des öffentlichen Rechts sowie europäische Rechtsakte, Verordnungen und Richtlinien sind meist anstelle von Paragraphen durch Artikel gegliedert. In der Schweiz ist dies bei sämtlichen Bundesgesetzen der Fall, in Deutschland beim Grundgesetz und bei den so genannten Artikelgesetzen sowie bei bayerischen Gesetzen.

## Paragrafzeichen
Im deutschen Sprachraum wird als Paragrafzeichen „§“ verwendet. Bezieht man sich auf mehr als einen Paragrafen, werden zwei Paragrafzeichen nebeneinandergestellt: „§§“. Die Herkunft des Paragrafzeichens ist umstritten.

## Nummerierung in Rechtsquellen
In Deutschland wird bei Darstellung von Rechtsquellen der Paragrafennummer üblicherweise ein Paragrafzeichen vorangestellt (Bei in Artikeln eingeteilten Rechtsquellen wird üblicherweise das Wort Artikel vorangestellt). Die Absätze eines Paragraphen (oder eines Artikels) werden üblicherweise ebenfalls nummeriert. Die Absatznummern werden in (runde) Klammern gesetzt. Die Sätze sind durch die Satzform und insbesondere den Punkt am Ende eines jeden Satzes abzählbar. Nummern sind Elemente einer Aufzählung innerhalb eines Satzes, die jeweils mit der Nummer und einem Punkt eingeleitet werden. Bei ergänzenden Gesetzesänderungen werden bisweilen Buchstaben angehängt (Paragraph 25a, Absatz 2a, Satz 2a). Zusätzliche den Paragraphen (oder Artikeln) übergeordnete Gliederungen in Bücher, Abschnitte, Titel, Untertitel oder Kapitel werden bei der Zitation (siehe Abschnitt Lesebeispiele) meist nicht genutzt, da Paragraphen (beziehungsweise Artikel) bereits eindeutig sind.

## Schreibweise
Die neue deutsche Rechtschreibung hat, wie bei allen zusammengesetzten Wörtern mit -graph, als neue Schreibweise zusätzlich Paragraf eingeführt, die zuweilen schon im 18. und 19. Jahrhundert verwendet wurde; sie gilt als gleichberechtigt mit der früheren und weiterhin richtigen Schreibweise Paragraph. Der Duden empfiehlt die Schreibung mit f.

## Lesebeispiele
- § 4 AO: Paragraph vier der Abgabenordnung
- §§ 14 f. EStG: Paragraphen 14 und folgender des Einkommensteuergesetzes

- §§ 33 ff. BauNVO 69: Paragraphen 33 und folgende der Baunutzungsverordnung von 1969.

In deutschen Bundesgesetzen wurden bei Zitaten von Gesetzesstellen Absätze, Sätze und Nummern, soweit sie nach dem Paragraphen stehen, immer abgekürzt (Abs., S. oder Nr.), also:
- § 323 Abs. 2 Nr. 1 BGB
- § 433 Abs. 1 S. 2 BGB

Seit Anfang 2009 werden diese Bezeichnungen ausgeschrieben. Ausnahmen finden sich nur noch in wenigen Anlagen.
In Österreich gliedern sich – in Bundes- wie Landesgesetzen – die Paragraphen in Absätze, die Absätze in Ziffern, und/oder in Buchstaben, und allenfalls auch kleingeschriebene römische Ziffern (analog bei den Gesetzen, die sich in Artikel gliedern); in Österreich ist es überdies unüblich, nach den abgekürzten Bezeichnungen Punkte zu setzen:
- § 79 Abs. 1 Z 1 GTG
- § 16 Abs. 1 lit a StVO
- § 16 Abs. 1 lit a sublit ii FBG

Eine Bebuchstabung mit einem Kleinbuchstaben kann sowohl an Paragraphen als auch an Absätzen erfolgen und wird genutzt, um neue Vorschriften in den vorhandenen Normtext einzuschieben, ohne die nachfolgende, oft langjährige und von den Rechtsanwendern verinnerlichte, Nummerierung zu ändern:
- § 16a ROG folgt auf § 16 ROG, danach folgt § 17 ROG: Paragraph 16-„a“ des Raumordnungsgesetzes
- § 1 Abs. 1a UStG folgt auf § 1 Abs. 1 UStG, danach folgt § 1 Abs. 2 UStG: Paragraph 1 Absatz 1-„a“ des Umsatzsteuergesetzes

Eine insbesondere in der deutschen Rechtswissenschaft ebenfalls – vor allem handschriftlich – gängige (weil kürzere) Schreibform ist die Verwendung römischer Ziffern für Absätze und arabischer Ziffern für Sätze:
- § 346 II 1 Nr. 3 BGB: Paragraph 346, Absatz 2, Satz 1, Nummer 3 des Bürgerlichen Gesetzbuches
- § 19, 1 KrW-/AbfG: Paragraph 19, Satz 1 des Kreislaufwirtschafts- und Abfallgesetzes

Alternativ (häufig vor allem bei Rechtsnormen der Europäischen Union und völkerrechtlichen Verträgen) wird der Absatz auch in Klammern gesetzt:
- § 433 (1) 2 BGB: Paragraph 433, Absatz 1, Satz 2 des Bürgerlichen Gesetzbuches
- Art 2 (4) UN-Charta: Artikel 2, Absatz 4 der Charta der Vereinten Nationen

In Österreich ist eine ähnlich gekürzte Schreibweise in der Rechtswissenschaft völlig unüblich.
Kommentare werden nach Rechtsgrundlage mit Randnote bzw. Randnummer „Rn.“ zitiert:
- § 50 Abs. 3 BGB, Rn 5 (Palandt, 73. Auflage. Kommentar zum BGB)

In Österreich hingegen mit Randzahl (Rz):
- Bollenberger in KBB4 § 864 ABGB Rz 5 (2014)

Im Deutschen eher unüblich sind folgende Schreibweisen:
- § 25.2 StGB, § 70 1 1 GTG

## Paragraph in der Informatik
Siehe: 